# Halowe Mistrzostwa Europy w Lekkoatletyce 2017 – sztafeta 4 × 400 m mężczyzn
Sztafeta 4 × 400 metrów mężczyzn – jedna z konkurencji biegowych rozgrywanych podczas halowych lekkoatletycznych mistrzostw Europy w hali Kombank Arena w Belgradzie. Tytułu mistrzowskiego sprzed dwóch lat bronili Belgowie.

## Terminarz
| Data    | Godzina |       |
| ------- | ------- | ----- |
| 5 marca | 19:30   | Finał |

## Rezultaty
| NR – rekord kraju \| WL – najlepszy tegoroczny wynik na listach światowych \| EL - najlepszy tegoroczny wynik na listach europejskich |
| SB – najlepszy wynik w sezonie \| PB – rekord życiowy                                                                                 |

### Finał
Źródło: .
| Poz. | Tor | Reprezentacja | Zawodnicy                                                          | Czas    | Uwagi |
| ---- | --- | ------------- | ------------------------------------------------------------------ | ------- | ----- |
| 01 ! | 5   | Polska        | Kacper Kozłowski Łukasz Krawczuk Przemysław Waściński Rafał Omelko | 3:06,99 |       |
| 02 ! | 6   | Belgia        | Robin Vanderbemden Julien Watrin Kévin Borlée Dylan Borlée         | 3:07,80 |       |
| 03 ! | 2   | Czechy        | Patrik Šorm Jan Tesař Jan Kubista Pavel Maslák                     | 3:08,60 |       |
| 4.   | 4   | Francja       | Thomas Jordier Nicolas Courbière Hazir Inoussa Yoan Décimus        | 3:08,99 |       |
| 5.   | 1   | Ukraina       | Daniło Danylenko Jewhen Hutsol Oleksyj Pozdniakow Witalij Butrym   | 3:09,64 |       |
| 6.   | 3   | Turcja        | Batuhan Altıntaş Maksum Korkmaz Akın Özyürek Mehmed Güzel          | 3:15,97 |       |